# Limnophora suturalis
Limnophora suturalis är en tvåvingeart som beskrevs av Stein 1915. Limnophora suturalis ingår i släktet Limnophora och familjen husflugor. Inga underarter finns listade i Catalogue of Life.